# 웨인 앨러드
앨런 웨인 앨러드(Alan Wayne Allard, 1943년 12월 2일~)는 미국의 수의사, 정치인이다. 콜로라도주 주상원 의원, 연방 하원 의원, 연방 상원의원을 지냈다.
1969년에서 이듬해 1970년까지 베트남 전쟁에 참전하였다. 1976년에서 1989년까지 수의사로 활동, 가축동물병원을 운영하였다. 1983년 1월부터 1991년 1월까지 콜로라도주 주상원 의원을 지냈다. 1991년 1월부터 1997년 1월까지 연방 하원의원을 지냈으며, 1997년 1월부터 2009년 1월까지 연방 상원 의원을 지냈다.

### 학력
- 1968년 미국 콜로라도 주립 랜드 그랜트 대학교 수의과대학 수의학 학사
- 1974년 미국 콜로라도 주립 대학교 수의과대학원 수의학 석사

## 가족
- 배우자: 조안 말콤 앨러드(Joan Malcolm Allard)
- 자녀: 2녀

## 역대 선거 결과
| 선거명      | 직책명                        | 대수  | 정당   | 득표율  | 득표수    | 결과 | 당락                     |
| ----------- | ----------------------------- | ----- | ------ | ------- | --------- | ---- | ------------------------ |
| 1982년 선거 | 상원의원 (콜로라도 제15부)    | 53대  | 공화당 | 59.80%  | 14,451표  | 1위  | 콜로라도 주의원 당선     |
| 1986년 선거 | 상원의원 (콜로라도 제15부)    | 55대  | 공화당 | 100.00% | 21,943표  | 1위  | 콜로라도 주의원 당선     |
| 1990년 선거 | 하원의원 (콜로라도 제4선거구) | 102대 | 공화당 | 54.05%  | 89,285표  | 1위  | 콜로라도주 하원의원 당선 |
| 1992년 선거 | 하원의원 (콜로라도 제4선거구) | 103대 | 공화당 | 57.84%  | 139,884표 | 1위  | 콜로라도주 하원의원 당선 |
| 1994년 선거 | 하원의원 (콜로라도 제4선거구) | 104대 | 공화당 | 72.30%  | 136,251표 | 1위  | 콜로라도주 하원의원 당선 |
| 1996년 선거 | 상원의원 (콜로라도 제2부)     | 105대 | 공화당 | 51.06%  | 750,325표 | 1위  | 콜로라도주 상원의원 당선 |
| 2002년 선거 | 상원의원 (콜로라도 제2부)     | 108대 | 공화당 | 50.70%  | 717,893표 | 1위  | 콜로라도주 상원의원 당선 |